# メイドさんの下着は特別です。
『メイドさんの下着は特別です。』（メイドさんのしたぎはとくべつです。 英:Maids have special underwear.）は、みらくるるによる日本の4コマ漫画。『まんがタイムきららキャラット』にて、2017年6月号、7月号、2018年1月号、2月号にゲスト掲載された後、2018年4月号から連載開始。2021年8月号への掲載を最後に休載状態が続いており、2022年2月号にて長期休載の告知がされた。

## あらすじ
大学進学を機に田舎から上京してきた主人公・桜田蘭子。彼女が住み込みで働くことになったのはご主人サマでファッションデザイナーのエマ・クラウンの趣向でメイド達がランジェリー姿で働くお屋敷だった。メイド仲間で現役モデルの有坂ツカサや、おっとりお嬢様の東雲メグ、拾われ忍者の服部雫らと共に蘭子のランジェリーメイドとしての生活が幕を開ける。

## 登場人物

### クラウン屋敷に暮らす人物
桜田 蘭子（さくらだ らんこ）
本作の主人公でランジェリーメイドの1人。19歳。大学進学を機に上京し、屋敷で働き始める。田舎育ちで都会の常識に疎い部分があるものの、一般的な感性の持ち主で、ランジェリーメイドについても常日頃から疑問を呈している。メイド仲間として顔を合わせるより前にファッション雑誌で見かけて以来ツカサに憧れており、彼女自身からの頼み事や、彼女のグッズと引き換えにした頼み事は断ることができない。メグにはかなわないものの巨乳の持ち主で、初対面のエマからは「あなたのような天然物の逸材を探していた」と評されている。
エマ・クラウン
蘭子達の働く屋敷の「ご主人サマ」。世界的に有名なファッションデザイナー。19歳。自身のデザインした下着調のメイド服を蘭子達に着せ、ランジェリーメイドとして働かせている。幼い頃、自身の世話をしていたメイドのミカエラのランジェリー姿を見たことでランジェリー趣味に目覚め、全ての女性がランジェリーメイド服を着て生活する「ランジェリー革命」の実現を志す。小柄な少女体型。
有坂 ツカサ（ありさか ツカサ）
ランジェリーメイドの1人。19歳。現役のトップモデルであり、エマからスカウトされて屋敷で働き始めた。メイドの中でもエマに近しい嗜好の持ち主で「ランジェリー革命」にも心から賛同している。蘭子やメグのような巨乳ではないものの、モデルとして日々のメンテナンスを怠らない均整の取れた体型をしている。
東雲 メグ（しののめ メグ）
ランジェリーメイドの1人。実家をタワーマンションに持つお嬢様。エマの親友である姉・ナナミの紹介で屋敷で働き始めた。甘いものに目がない大食家で、ウエストの増量をエマから注意されることもある。メイドの中でも随一の巨乳の持ち主。
服部 雫（はっとり しずく）
ランジェリーメイドの1人で忍者の家系の出身。中学を卒業したばかりの15歳。一文無しで行き倒れていたところをエマに拾われて屋敷で働き始めた。「お金さえもらえれば何でもする」が信条。引き締まったスレンダーな体型をしている。
イリス・クラウン
ランジェリーメイドの1人でエマの妹。姉を追って来日し屋敷で働き始めた。16歳ながら発育がよく、エマとは対照的な高身長に抜群のスタイルをしている。

### その他の登場人物
カスミ
蘭子の故郷に暮らす幼馴染。地元では「旋風のカスミ」の異名で知られる女番長。上京した蘭子の様子を見にクラウン屋敷を訪れ、屋敷の有り様に一度は蘭子を連れ戻そうとするが、ツカサと一緒に働きたいという蘭子の意思を受けて容認。エマらとも打ち解け、以降も時折屋敷にやってくるようになる。
藤丸 アヤノ（ふじまる アヤノ）
「アヤマル」の愛称で呼ばれる人気上昇中のアイドル。高校時代の同級生であるツカサに強いライバル心を見せ、時にはストーカーのようにつきまとっている一方でツカサからはかつての同級生としか思われていない。
桜田 モモコ（さくらだ モモコ）
蘭子の母。若い頃にはランジェリー雑誌でモデルを務めており、エマからランジェリー業界における「レジェンド的な存在」とも評される売れっ子だった。娘（蘭子、樹里）の名前を「ランジェリー」から取るなどランジェリーへの思い入れも深い。
桜田 樹里（さくらだ じゅり）
蘭子の妹。胸の大きい女性に抱きつく癖がある。
東雲 ナナミ（しののめ ナナミ）
メグの姉。エマのランジェリー友達。
ミカエラ
エマ、イリス姉妹が子供の頃にクラウン家で働いていたメイド。平生は清楚で真面目な人物だが、大人びた下着を着用しており、姉妹がランジェリー趣味に目覚めるきっかけとなった。

## 書誌情報
- みらくるる『メイドさんの下着は特別です。』芳文社〈まんがタイムKRコミックス〉、既刊3巻（2021年6月25日現在）
  1. 2019年1月25日発売 、ISBN 978-4-8322-7065-7
  2. 2020年5月27日発売 、ISBN 978-4-8322-7193-7
  3. 2021年6月25日発売 、ISBN 978-4-8322-7284-2